# Баннокская война 1895 года
Баннокская война 1895 года (англ. The Bannock War of 1895) или Баннокское восстание (англ. Bannock Uprising) — небольшой вооружённый конфликт между США и банноками в Джексоне (Джексон-Хоул), на территории американского штата Вайоминг. В начале 90-х годов XIX века Вайоминг принял закон штата, запрещающий убивать лосей, что привело к арестам нескольких охотников из племени банноков в 1895 году. Аресты и смерть одного охотника-баннока породили слухи о подготовке индейского восстания. Американская пресса сообщила, что банноки убили большую группу поселенцев в Джексон-Хоул. В ответ армия Соединённых Штатов провела экспедицию в этот регион. Когда войска прибыли на место событий, выяснилось, что ситуация стабильная и опасности восстания нет.

## Предыстория
После подписании договора в форте Бриджер в 1868 году банноки были поселены в резервации Форт-Холл. Договор 1868 года предусматривал, что племена «должны иметь право охотиться на незанятых землях Соединённых Штатов до тех пор, пока на них можно найти дичь и пока существует мир между белыми и индейцами на границах охотничьих округов». Пайки, выдаваемые американским правительством, были слишком малы и не могли предотвратить голод среди индейцев, что привело к восстанию, переросшему в Баннокскую войну. Баннокская война окончилась в октябре 1878 года и обошлась американскому правительству более чем в полмиллиона долларов и, по официальным данным, в 58 человек убитыми и ранеными. Индейцы в ходе столкновений с американцами потеряли убитыми и ранеными более 140 человек.
После окончания войны американское правительство ограничило передвижение банноков в резервацию Форт-Холл и из неё.

## История
В силу того, что белые не выполнили свои договорные обязательства по обеспечению племён Форт-Холла достаточными пайками или инструментами для ведения сельского хозяйства в резервации, баннокам приходилось либо голодать, либо охотиться. Основным объектом охоты индейцев был лось, и к концу XIX века в результате активного промысла популяция этих животных в Джексон-Хоул и его окрестностях сократилась. Возникли опасения, что лось вымрет из-за браконьерства. Вскоре после обретения статуса штата в 1890 году Вайоминг принял правила, устанавливающие сезоны охоты и ограничения на лов дичи. Также была учреждена должность смотрителей охотничьих угодий штата. Они получили право арестовывать без ордера любого, кто нарушает законы штата об охоте. Законодательный орган также разрешил назначение заместителей егерей. После принятия закона, запрещающего охоту на лося, начались стычки между представителями властей и индейцами. Так в июле 1895 года группа охотников банноков была арестована за браконьерство отрядом из 27 человек во главе с констеблем Уильямом Мэннингом. Когда индейцев конвоировали в город, они попытались бежать. Завязалась рукопашная схватка, после чего колонисты открыли огонь по убегающим индейцам, которые со своей стороны не сделали ни единого выстрела. В результате этого по меньшей мере один индеец по имени Се-ве-а-гата (или Тимеха) был убит и несколько ранены. Судья Фрэнк Х. Родс по телеграфу сообщил губернатору Вайоминга:
«Девять индейцев арестованы, один убит, другие сбежали. Многие индейцы сговорились о бунте и угрожают жизни и имуществу. Поселенцы увозят свои семьи. Требуют немедленной защиты. Действия с вашей стороны абсолютно необходимы».
Как только известие об инциденте стало достоянием общественности, сообщения об нём дошли до Восточного побережья, где в нью-йоркской газете Daily Sun-Leader опубликовали статьи, в которых заявлялось, что все поселенцы в Джексон-Хоул были убиты банноками. Заголовок мэрилендской газеты «Балтимор Морнинг Геральд» от 27 июля 1895 года гласил: «Убиты банноками — Ужасная резня в Джексон-Хоул. — Армии вмешиваться слишком поздно. — Мужчины, женщины и дети убиты. — Ни один не смог бежать». Далее в газете говорилось:
«нет сомнений в том, что краснокожие подожгли каждый дом и хижину в Джексон-Хоул, и к утру они будут повторять свои действия [в Айдахо]». Источником заявления были три рыбака, которые заявили, что «все мужчины, женщины и дети в Джексон-Хоуле [были] убиты». В более ранней статье «Балтимор Морнинг Геральд» говорилось, что их источник, почтальон из Стар-Вэлли, сообщил, что банноки заблокировали проходы, ведущие в Джексон-Хоул, и что все жители этого района спасаются бегством. Предполагалось, что банноки под предводительством Бена Сеновина объединились с восточными шошонами, агайдека и ютами. Их воины исчисляются тысячами.
Опасаясь повторения событий баннокской войны 1878 года, губернатор Ричардс обратился к федеральному правительству с просьбой прислать войска с целью подавления предполагаемого восстания. Пять рот 9-го кавалерийского полка под предводительством генерала армии Джона Дж. Коппингера из Форт-Робинсон были направлены в регион с приказом занять Джексон-Хоул.
Большинство американских военных не смогли пересечь перевал Тетон, но одной роте солдат-буффало удалось спуститься по склону. Когда они в субботу 3 августа 1895 года добрались в Джексон-Хоул, то не обнаружили ни восставших банноков, ни мёртвых граждан, ни пожаров, ничего из того, о чём сообщали газеты. Индейский агент Томас Б. Тетер в Форт-Холле телеграфировал следующее:
«Все индейцы, отсутствовавшие в резервации, вернулись. Устроили большой совет. Попросили меня телеграфировать вам, что их сердца были в хорошем настроении. Не причинили вреда белому человеку, начали бы сенокос, оставив свои обиды правосудию белого человека».

## Последствия
За убийство индейца Се-ве-а-гата (или Тимеха) никто наказание не понёс. В ходе последующего расследования Служба индейцев США организовала проверку прав банноков на охоту за пределами резервации, закреплённых договором 1868 года. Охотник из племени банноков по имени Скаковая Лошадь был арестован за браконьерство и доставлен в окружной суд в Эванстоне (Джексон Хоул тогда находился в округе Уинта, административным центром которого был Эванстон). Было возбуждено дело Хабеас корпус: «Уорд против Скаковой Лошади». Затем дело было передано в Верховный суд США, который пришел к выводу, что штат Вайоминг лишил банноков охотничьих прав законно. Это решение было отменено решением Верховного суда от 20 мая 2019 года по делу «Геррера против Вайоминга».